# Институт языка, литературы и искусства имени Галимджана Ибрагимова
Институт языка, литературы и искусства имени Галимджана Ибрагимова Академии наук Республики Татарстан (тат. Татарстан Республикасы Фәннәр Академиясенең Галимҗан Ибраһимов исемендәге Тел, әдәбият һәм сәнгать институты) — региональное научно-исследовательское и издательское учреждение в структуре Академии наук Республики Татарстан, занимающееся широким кругом исследований в области языка, литературы и искусства.

## Очерк истории
Исследования в области татарского языка, литературы, истории и этнографии берут начало с Восточного разряда, открытого в 1829 году при Императорском Казанском университете и ставшего центром ориенталистики в Европе. После перевода Восточного разряда в Санкт-Петербургский университет, изучение тюркоязычных народов продолжилось силами учреждённого в 1878 году «Общества археологии, истории и этнографии», в работе которого принимали участие такие видные татарские ученые, как Ш. Марджани, К. Насыри, X. Фаизханов, Р. Фахретдинов, X. Атласи. В ходе институционализации академической науки после образования Татарской АССР, в 1921 году при народном комиссариате просвещения Татреспублики был учреждён Академический центр, первым председателем которого стал Г. Максудов. В 1930 году Академцентр был упразднён, в том же году в поисках новых форм развития татарской гуманитаристики был создан Татарский научно-исследовательский экономический институт, а в 1932 году — Татарский научно-исследовательский институт культурного строительства имени М. Горького, который сам был ликвидирован через год. Часть функций была передана в Институт марксизма-ленинизма, где вскоре были созданы секции татарского языка, литературы и искусства Татарии. В 1938 году был упразднён и ИМЛ, однако это не привело к упадку татарской науки, что позволяет говорить о преемственности научных институций 1920—1930-х годов и ИЯЛИ имени Г. Ибрагимова.
Постановлением Президиума ЦИК ТАССР от 16 апреля 1937 года объявлялось об образовании Татарского научно-исследовательского института языка и литературы при Совете народных комиссаров ТАССР, однако он был открыт только спустя два года — 7 октября 1939 года. Первым директором на временной основе стал М. А. Нигматуллин, бывший заместитель директора Института повышения квалификации учителей по учебной работе, однако проработал на должности только месяц — причины этого остались неизвестными, а дальнейшие его следы теряются. Вторым директором в 1939—1941 годах был школьный учитель и заведующий городским отделом народного образования Х. Г. Шабанов, ушедший после начала Великой Отечественной войны на фронт. В 1941 году ТНИИЯЛ был переименован в Татарский научно-исследовательский институт языка, литературы и истории. В 1942—1944 годах директором института был фольклорист Х. Х. Ярмухаметов, проявивший себя в военные годы большим организатором.
В 1944—1953 годах институт возглавлял литературовед М. Х. Гайнуллин. В 1946 году, после образования Казанского филиала Академии наук СССР, ИЯЛИ вошёл в его состав. В 1953—1959 годах директором института был Х. Ф. Хайруллин. В 1959—1961 годах Гайнуллин повторно руководил институтом, приложив в это время большие усилия для открытия новых направлений исследований, в том числе в области ранее запретных тем. В 1960—1963 годах институт возглавлял философ К. Ф. Фасеев, бывший секретарь Татарского обкома КПСС, активно выступавший в защиту татарского языка, родной культуры, национального образования. В 1963 году, после упразднения КФАН, Институт стал научным учреждением в прямом подчинении АН СССР. Более 20 лет, в 1963—1982 годах пост директора занимал бывший фронтовик М. К. Мухарямов, доктор исторических наук, вынужденный работать в условиях идеологического диктата и искажений в освещении исторических событий. В 1967 году институту было присвоено имя Г. Ибрагимова, выдающегося татарского учёного и писателя, стоявшего в 1920-х годах у истоков основания татарского Академического центра. В 1973 году он был переименован в Институт языка, литературы и истории и снова перешёл в подчинение КФАН СССР.
В 1982—1986 годах директором института был философ Я. Г. Абдуллин, в частности, активно занимавшийся возвращением в научный обиход интеллектуального наследия татарских мусульманских мыслителей. В 1986—2000 годах институтом руководил языковед М. З. Закиев, приложивший большие усилия к возрождению и развитию татарской науки и языка в рамках движения за национальную независимость Татарстана. В 1991 году институт вошёл в состав Казанского научного центра Российской академии наук, а в 1993 году перешёл в юрисдикцию Академии наук Республики Татарстан, организованной в 1991—1992 годах. В 1996 году, в связи с выделением ряда отделов в отдельные институты, Институт языка, литературы и истории был переименован в Институт языка, литературы и искусства. В 2001—2006 годах институт возглавлял литературовед Н. Ш. Хисамов, специалист как по древней, так советской, и современной татарской литературе. В 2006 году директором ИЯЛИ был избран доктор филологических наук К. М. Миннуллин, занимающий этот пост по сей день. В 2019 году институт отметил 80-летие.

## Структура и состав
Первоначально в составе института функционировали отделы литературы, истории, татарского языка, фольклора, русского языка, а количество сотрудников в 1939 году составляло лишь 19 человек, большую часть которых составили сотрудники Академического центра. К 1991 году институт состоял из отделов археологии, истории, этнографии, языкознания, литературоведения, лексикологии и лексикографии, рукописей и текстологии, народного творчества, общественной мысли, искусства, Татарской энциклопедии, экономики, свода памятников истории и культуры, а в 1993 году число сотрудников насчитывало уже 215 человек. В дальнейшем, в 1990-х годах структура института претерпела значительные изменения, связанные как с масштабными общественными переменами, так и с усилением научных исследований. Так, в 1993 году из отдела татарской энциклопедии был образован отдельный Институт Татарской энциклопедии, а в 1996 году на базе пяти отделов — истории, археологии, этнографии, истории общественной мысли, свода памятников истории и культуры — создан Институт истории.
К 2000-м годах в структуре института действовало семь отделов — языкознания, лексикологии и лексикографии, литературоведения, рукописей и текстологии, народного творчества, искусствоведения, научно-издательский. Затем количество отделов увеличилось до десяти, а к 2004 году количество сотрудников института достигло 117 человек, из которых — 74 научных сотрудника, в том числе 18 докторов и 35 кандидатов наук. Ныне в состав ИЯЛИ входят отделы общей лингвистики, лексикологии и диалектологии, лексикографии, литературоведения, текстологии, народного творчества, национального образования, театра и музыки, изобразительного и декоративно-прикладного искусства, центр письменного и музыкального наследия, редакционно-издательский отдел и научная библиотека, а также административно-хозяйственный отдел, дирекция и административно-управленческий аппарат. При институте работает аспирантура в области искусствоведения, языкознания и литературоведения, на которой обучается более 70 аспирантов. Также институтом издаётся научный журнал «Фәнни Татарстан» на татарском языке.

## Род деятельности, научная работа
Институт языка, литературы и искусства имени Галимджана Ибрагимова представляет собой региональное научно-исследовательское обособленное подразделение в структуре Академии наук Республики Татарстан, занимающееся широким кругом исследований в области татарской филологии и искусства. Будучи одним из ведущих учреждений татарстанской академической науки, институт является центром фундаментальных исследований по истории и культуре татарского народа и Татарстана, а также единственным координационным центром в области татарской филологии и искусствоведения в Татарстане и за его пределами. В приоритетные направления научно-исследовательской работы и деятельности института входят следующие области знания — татарский народ и народы Татарстана, их возрождение и развитие, проблемы функционального и структурного развития татарского языка, его историческое развитие и диалекты, лексика и фразеология, современный татарский язык, история, теория, источниковедение и текстология татарской литературы, история и теория татарского народного творчества, письменного и музыкального наследия, художественная культура и искусство татарского народа и народов Татарстана, проблемы её преемственности и развития, изучение и сохранения наследия татар России и зарубежья, национальное образование, его теоретико-методологические и прикладные аспекты развития. Институт имеет связи с академическими и высшими учебными заведениями, музеями, творческими союзами, библиотеками Татарстана и России, исследовательскими центрами ближнего и дальнего зарубежья.
С момента учреждения института важнейшими направлениями его исследовательской работы являлись изучение истории края с древнейших времен, источниковедение и историография татарского народа и Татарстана, история Казани. В числе наиболее значительных таких трудов отмечаются «История Татарской АССР» (1955—1960, 2 т.), «История Татарской АССР (с древнейших времен до наших дней)» (1968, 1973, 1980), «Татарстан АССР тарихы» (1970), «История Казани» (1988—1991, 2 т.). В институте были проведены ряд исследований по истории Волжской Булгарии (Н. Ф. Калинин, Х. Г. Гимади, Р. Г. Фахрутдинов, А. Х. Халиков), Казанского ханства (Ш. Ф. Мухамедьяров, Е. И. Чернышов, С. Х. Алишев), развития капитализма в крае (Е. И. Чернышев, Е. И. Устюжанин, Х. Х. Хасанов, Ю. И. Смыков), революций XX века и Гражданской войны (Е. И. Медведев, А. А. Тарасов, И. Г. Гизатуллин), национального государственного строительства (М. К. Мухарямов, М. А. Сайдашева), развития экономики и культуры ТАССР (З. И. Гильманов, Т. И. Славко, К. А. Назипова, А. М. Залялов).
Археологические исследования в ИЯЛИ фокусировались на изучении памятников различных археологических эпох (палеолит, мезолит, неолит, энеолит), культур бронзового и раннего железного веков, предбулгарского и раннебулгарского времени, Волжской Булгарии и Золотой Орды, Казанского ханства. Масштабные работы были проведены в 1940—1960-х годах по археологическому исследованию зоны затопления водохранилища Куйбышевской ГЭС (Н. Ф. Калинин, А. Х. Халиков, Е. П. Казаков, П. Н. Старостин, Р. С. Габяшев), по исследованию Билярского (А. Х. Халиков, Ф. Ш. Хузин) и Болгарского городищ (А. П. Смирнов, Т. А. Хлебникова). С 1994 года активно велись археологические исследования на территории исторической части Казани (Ф. Ш. Хузин), были обнаружены монументальные здания ханского двора (мечеть, дворец, мавзолей). Кроме этого, проводились палеозоологические и палеоантропологические исследования (А. Г. Петренко). По итогам плановых полевых работ и научных исследований ученых создана «Археологическая карта Республики Татарстан» (1981, 1984—1990, 6 т.), удостоенная Государственной премии Республики Татарстан в области науки и техники за 1994 год.
Этнографические исследования института базировались на основе планомерного обследования регионов компактного проживания татар, исследований аспектов формирования и развития традиционной культуры татарского народа, изучения современной культуры, учитывая также работу в юго-восточных районах Татарии, где традиционно-бытовая культура ускоренно преобразовывалась в результате развития нефтедобывающей промышленности (Н. И. Воробьёв, Р. Г. Мухамедова, Р. К. Уразманова, Ю. Г. Мухаметшин, Д. М. Исхаков, С. В. Суслова, Н. А. Халиков, Г. В. Юсупов). Первым и фундаментальным исследованием в области обобщения дореволюционного и советского опыта изучения этнографии татар, общественных и семейных отношений, хозяйственной, материальной и духовной культуры стал труд «Татары Среднего Поволжья и Приуралья» (1967), за которым в 1971 году последовали исследования в рамках темы «Историко-этнографический атлас татарского народа» и издание соответствующих книг в данной серии.
Институтское языковедение в первую очередь направлено на изучение истории татарского языка, фонетики, морфологии, синтаксиса, лексикологии и лексикографии, диалектов и говоров, а в число основных направлений входят — изучение грамматического строя татарского языка (В. Н. Хангильдин, К. С. Сабиров, Р. Ф. Шакирова, М. З. Закиев), истории развития татарского литературного языка (И. А. Абдуллин, Я. С. Ахметгалеева, Ф. М. Газизова, М. Г. Мухамадиев, Ф. С. Фасеев, Ф. С. Хакимзянов), лексикографии (Г. Х. Ахунзянов, С. Б. Вахитова, Ш. С. Ханбикова, Ф. А. Ганиев), татарской диалектологии (С. Х. Амиров, Л. З. Заляй, Н. Б. Бурганова, Л. Т. Махмутова, Ф. С. Баязитова, Д. Б. Рамазанова, Т. Х. Хайрутдинова), взаимодействия русского и татарского языков (Э. М. Ахунзянов, Н. Х. Шарыпова, Л. П. Смолякова). В результате многолетних исследований были изданы «Русско-татарский словарь» (1955—1959, 4 т.), «Татарско-русский словарь» (1966), «Диалектологический словарь татарского языка» (1969, 1993), «Толковый словарь татарского языка» (2005), «Татарско-русский словарь» (2007, 2 т.), «Большой диалектологический словарь татарского языка» (2009), «Толковый словарь татарского языка» (2015—2020, 6 т.), а также такие труды, как «Татар теленең аңлатмалы сүзлеге» (1977—1981, 3 т.), «Современный татарский литературный язык» (1969—1971, 2 т.), «Атлас татарских народных говоров Среднего Поволжья и Приуралья» (1989, 2 т.), «Татарская грамматика» (1992—1993, 3 т.), «Татар грамматикасы» (1998—2002, 3 т.), «Атлас татарских народных говоров» (2015).
Научные исследования литературоведов института направлены в основном в сторону изучения истории средневековой татарской литературы (Б. А. Яфаров, Ш. Ш. Абилов, М. В. Гайнутдинов, Н. Ш. Хисамов), истории литературы начала XX века (Г. Ф. Халитов, Х. Х. Хисматуллин, М. Х. Гайнуллин), советской литературы (Н. Г. Гиззатуллин, Б. Н. Гиззат, Х. Ф. Хайри, А. Г. Ахмадуллин, Н. Г. Ханзафаров, Н. Г. Юзеев, Ф. М. Мусин), текстологии (Я. Х. Агишев, М. В. Гали, Р. Р. Гайнанов, Л. Р. Гайнанова, Ф. И. Ибрагимова, З. З. Рамеев). Итогом работы стали труды, посвященные многовековой истории татарской литературы, особенностям жанров национальной литературы, среди которых «Древняя татарская литература» (1963), «История татарской советской литературы: Очерки» (1965), «Татар әдәбияты тарихы» (1984—2001, 6 т.), «История татарской литературы нового времени (ХIХ — нач. XX в.)» (2003), многотомные издания произведений классиков татарской литературы — Г. Тукая (1943—1948, 2 т.; 1955—1956, 4 т.; 1975—1976, 4 т.; 1985—1986, 5 т.; 2016, 6 т.), М. Джалиля (1975—1976, 4 т.), Г. Камала (1978—1982, 3 т.; 2010, 3 т.), М. Гафури (1980—1986, 4 т.), Ф. Амирхана (1984—1989, 4 т.), Г. Ибрагимова (1974—2000, 9 т.; 2018—2020, 15 т.), Г. Исхаки (1998—2014, 15 т.), а также «Энциклопедия Габдуллы Тукая» (2016).
В фольклористике работа была организована по направлениям теоретических исследований проблем устного народно-поэтического творчества и проведения фольклорных экспедиций в регионы компактного проживания татар для сбора фольклорно-этнографических материалов (И. Н. Надиров, Х. Х. Ярмухаметов, Х. Ш. Махмутов, Л. Ш. Замалетдинов, Ф. В. Ахметова. В результате институтом были выпущены труда «Татарское народное творчество» (1951, 1954), «Татарские народные сказки» (1946—1956, 2 т.), «Татарские народные песни» (1965), «Жанры татарского фольклора» (1978), «Проблемы древнего татарского фольклора» (1984), «Поэтика татарского фольклора» (1991), «Типология татарского фольклора» (1999), «Татарская мифология. Энциклопедический словарь» (2009—2010, 3 т.), «Татар халык иҗаты» (1976—1993, 13 т.), также ведётся издание 25-томного свода «Татарское народное творчество» на татарском языке и 15-томного свода «Татарское народное творчество» на русском языке.
В отделе искусствоведения ведётся изучение истории татарского театра (Х. Х. Губайдуллин, И. И. Илялова, Б. Н. Гиззат, Х. К. Махмутов, М. Г. Арсланов), татарской народной и профессиональной музыки (М. Н. Нигмедзянов, З. Н. Сайдашева, А. А. Алмазова, Г. Б. Губайдуллина), татарского народного декоративного искусства и архитектуры (Ф. Х. Валеев, Г. Ф. Валеева-Сулейманова, Н. Х. Халитов, Д. К. Валеева). Плодом таких изысканий стали труды «История советского драматического театра» (1966—1971, 6 т.), «Татарский советский театр» (1975), «Дооктябрьский татарский театр» (1988), «Татарское режиссерское искусство» (1992—2002, 3 т.), «Татарский государственный театр имени Галиаскара Камала. Сто лет» (2009, 2 т.), «Татарские народные песни» (1970), «Народные песни волжских татар» (1982), «Татарско-мишарские песни» (1979), «Архитектурно-декоративное искусство казанских татар (сельское жилище)» (1975), «Искусство волжских булгар (X — начало XIII вв.)» (1983), «Народное декоративное искусство Татарстана» (1984), «Монументально-декоративное искусство Советской Татарии» (1984), «Татарская народная вышивка» (1980), «Татарская национальная обувь (искусство кожаной мозаики)» (1983), «Декоративное искусство Татарстана (1920-е — начало 1990-х гг.)» (1995).
С 1946 года при институте действует аспирантура, с 1981 года — совет по защите кандидатских, а с 1998 года — докторских диссертаций. С 2007 года в составе института как самостоятельное структурное подразделение действует Центр письменного и музыкального наследия «Мирасханэ», состоящий из архивов татарских писателей, композиторов, театральных деятелей, десятков тысяч рукописных книг, редких изданий, рукописей, документов. Также в ИЯЛИ имеется редакционно-издательский отдел, занимающийся собственным выпуском научных изданий и журнала «Фәнни Татарстан». С 2016 года в ведении института находится научная библиотека Академии наук РТ, содержащая более 200 тысяч книг по всем отраслям науки. В 2018 году институтом был организован свод электронных проектов «TATZET», состояющий из электронного фонда словарей, электронного каталога топонимов Татарстана, корпусов татарской художественной литературы.

## Руководство
| - 1939: Нигматуллин М. А. - 1939—1941: Шабанов Х. Г. - 1942—1944: Ярмухаметов Х. Х. - 1944—1953: Гайнуллин М. Х. - 1953—1959: Хайруллин Х. Ф. - 1959—1961: Гайнуллин М. Х. | - 1961—1963: Фасеев К. Ф. - 1963—1982: Мухарямов М. К. - 1982—1986: Абдуллин Я. Г. - 1986—2000: Закиев М. З. - 2001—2006: Хисамов Н. Ш. - 2006—н. в.: Миннуллин К. М. |

## Расположение
С момента своего основания в 1939 году ИЯЛИ располагался в доме № 68 по улице Большая Красная, где в 1845—1846 годах жил Л. Н. Толстой (в дальнейшем — Казанский институт усовершенствования учителей; ныне — Институт развития образования Республики Татарстан). В 1946 году институт переехал в здание Казанского филиала АН СССР под № 2 на улице Лобачевского, бывшая Ксенинская гимназия (ныне — Казанский научный центр РАН). В 1986 году для расширения рабочих площадей институту были выделены два двухэтажных дома под № 10 на улице Ленина (Кремлёвской), бывшие флигеля Казанского окружного суда, однако они были снесены в 2008 году. С 2016 года ИЯЛИ располагается в доме № 12 по улице Карла Маркса, бывший корпус Ложкинской богадельни. Центр письменного и музыкального наследия «Мирасханэ» с 2008 года располагается в части здания «Манежа» в Казанском кремле.